# Pulitzerova nagrada
Pulitzerova nagrada je američka nagrada za pisanu riječ, koju dodjeljuje Fakultet novinarstva Columbia svakog travnja. Nagradu je ustanovio Joseph Pulitzer, američki novinar mađarskog porijekla. Prva nagrada dodijeljena je 4. lipnja 1917.

## Kategorije (novinarstvo)
- Pulitzerova nagrada za Beat izvještavanje (beat reporting)
- Pulitzerova nagrada za vijesti (breaking news)
- Pulitzerova nagrada za vijesti - fotografija
- Pulitzerova nagrada za komentar
- Pulitzerova nagrada za kritiku
- Pulitzerova nagrada za uredničku karikaturu
- Pulitzerova nagrada za uredništvo
- Pulitzerova nagrada za dokumentarno izvještavanje (explanatory reporting)
- Pulitzerova nagrada za fotografiju
- Pulitzerova nagrada za kraći članak (feature)
- Pulitzerova nagrada za internationalno izvještavanje
- Pulitzerova nagrada za istraživačko novinarstvo
- Pulitzerova nagrada za unutarnje izvještavanje (izvještavanje o događajima unutra SAD-a)
- Pulitzerova nagrada za javnu službu

## Kategorije (književnost i ostali vidovi umjetnosti)
- Pulitzerova nagrada za biografiju ili autobiografiju
- Pulitzerova nagrada za književno djelo
- Pulitzerova nagrada za dokumentarno djelo
- Pulitzerova nagrada za povijest
- Pulitzerova nagrada za poeziju
- Pulitzerova nagrada za dramu
- Pulitzerova nagrada za glazbu

## Nagrade koje se više ne dodjeljuju
- Pulitzerova nagrada za dopisništvo
- Pulitzerova nagrada za roman (preimenovana u Pulitzerovu nagradu za književno djelo)

(popis nagrada koje se više ne dodjeljuju nije potpun)
---
Vidi Nobelova nagrada